# Добрянский-Сачуров, Адольф Иванович
Адо́льф Ива́нович Добря́нский-Сачу́ров (русин. Адолф Добряньскый фон Сачуров; 19 декабря 1817, Рудлов, Австрийская империя — 19 марта 1901, Инсбрук, Австро-Венгрия) — выдающийся карпаторусский общественный деятель, юрист, писатель.
Идеолог возвращения униатов в православие, автор множества работ, посвящённых истории, этнографии, религиозной и политической ситуации в австрийской Руси. Признанный лидер карпаторусского и галицкорусского движения, поборник культурного, языкового и этнического единения австрийских русинов с русским народом в России. Дед лингвиста Г. Ю. Геровского, политика А. Ю. Геровского, художника И. Э. Грабаря, юриста В. Э. Грабаря, тесть филолога А. С. Будиловича.

## Биография

### Происхождение, обучение
Адольф Добрянский происходил из старинного дворянского рода, герба Сас, который, по его автобиографическим воспоминаниям, вёлся от православного воеводы Томова Совы, который переселился с Руси в Венгрию в X веке с князем Гезой. Большинство же польских и украинских историков (А. Виняж, М. Грушевский и др.) считают, что родоначальниками фамилии Добрянских (Добжанских, Добржанских) являются три двоюродных брата: Юрий, Занько и Дмитрий, королевские слуги из Улича, которым король Польши Владислав Ягайло (1386—1434) пожаловал (грамотой от 28 июня 1402 года) Добру в Саноцкой земле Русского воеводства. Почти все Добрянские в XVI—XIX веках пользовались шляхетским гербом «Сас» и внесены в гербовник шляхты Галицкой и Буковинской, который известен в польской геральдике с середины XIII века. Некоторые исследователи XIX века полагали, что роды-фамилии герба «Сас» (включая и Добрянских) были связаны с молдавским воеводой Сасом (1350-е гг.) из династии Драгошитов, однако каких либо документальных подтверждений эта версия не имеет. Скорее всего какая то часть родов герба «Сас» действительно вела своё происхождение из венгеро-румынских краев, но другая часть тех шляхетских родов, это автохтонное, русское или польское население русо-влахии.
Добрянские были признаны дворянами, предположительно, в 1445 году ишпаном Кендешем из Маковицкой области, и шляхетство их было подтверждено Мармарошской законодательной палатой в 1763 году. Отец Адольфа, Иван Иванович Добрянский, был униатским священником, так же, как и дед. Матерью его была Шарлотта Андреевна, урождённая Сепешхази (Сепешгазий), дочь члена Левочского городского собрания.
Родился Адольф Иванович в селе Рудлов комитата Земплен в Австрийской империи, где его отец был настоятелем прихода. Родители Адольфа были весьма образованными, так, его мать Шарлотта Андреевна разговаривала на немецком, венгерском, французском, латинском и русском. В семье всего было 10 детей, известность из которых помимо Адольфа приобрели Виктор и Корнилий. Читать и писать по-русски Адольф выучился дома, а затем, когда ему исполнилось пять лет, его отправили учиться немецкому языку к бабушке Варваре Сепешхази в город Левочу, где он также пошел в гимназию, закончив два класса, до 1828 года. Затем он обучался в Рожняве, где закончил третий класс и хорошо обучился венгерскому языку, четвёртый и пятый классы окончил в Мишкольце, где ознакомился с основами православной веры. Последний класс гимназии, шестой, Добрянский проучился опять в Левоче, поблизости от которой, в селе Завадка служил его отец, переведённый из Рудлова.
Высшее образование получал в Кошице и Эгере, по философскому и юридическому факультетам. В период обучения сформировалось его мировоззрение, духовные и общественно-политические взгляды. Будучи униатом, Добрянский духовно был ближе к православию, и рассматривал униатство не как путь от православия к католицизму, а наоборот, как способ сначала обрядово, а затем и догматически перейти к православию. Большое влияние на Добрянского имело угро-сербское православное духовенство, так, даже первую книгу на русском языке ему дал серб Исакович. Ещё студентом Добрянский проявил свои лидерские качества, став духовным вождём увлекающихся славянофильством студентов. Затем он некоторое время занимался юридической практикой, а потом поступил в Горную и лесную академию в Банской Штьявнице, где четыре года изучал горное дело и лесоводство. Там он познакомился с галичанами и россиянами, а также с другими славянами, которые приезжали учиться в Академию.

### Государственная служба, общественная и политическая деятельность
В 1840 году его назначили практикантом в Виндшахт, около Банской Штьявницы, а через два года он стал там же кунстофицером. Через четыре года Добрянского наградили за отличную службу, и он был отправлен в Вену для совершенствования знаний в строительных мастерских Венско-глокницкой железной дороги под руководством лучших инженеров. В 1847 году заведующий шахтами Осип Мильвиус (впоследствии — тесть А. Добрянского) он был направлен в Чехию, где открыл каменноугольные копи, и был назначен кунстофицером в Брандейзель. Во время проживания в Чехии Добрянский познакомился с Вацлавом Ганкой, Палацким, Ригером, Гавличком и другими деятелями славянского возрождения.

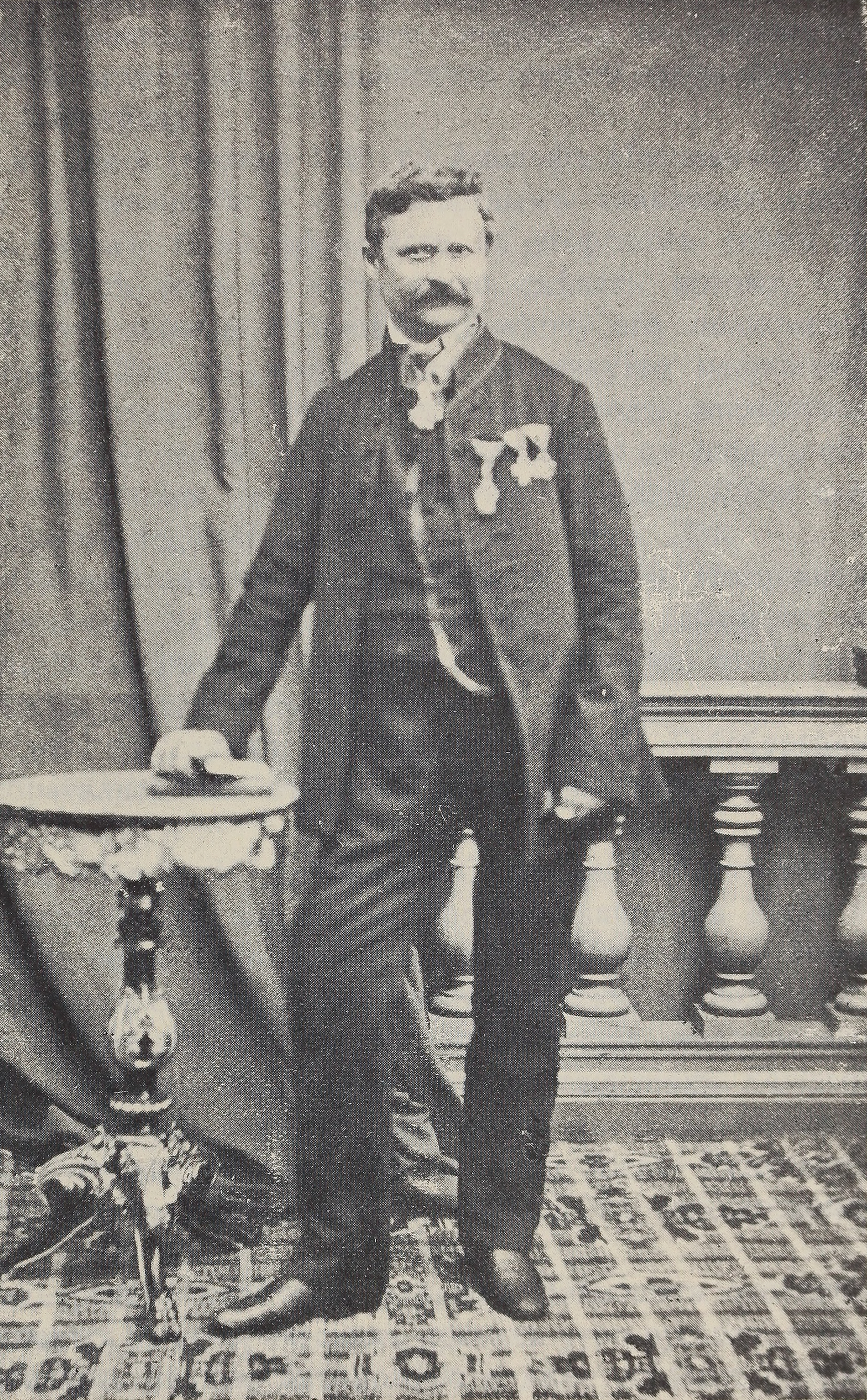
Адольф Добрянский. Будапешт, ок. 1860 г.

В марте 1848 года Добрянский получил указание вернуться в Венгрию, где в апреле был представлен министру финансов революционного венгерского правительства Кошуту, затем уехал обратно в Виндшахт, где проживала у своих родителей его жена Элеонора Осиповна (в девичестве — Мильвиус) с детьми. Там он был восторженно встречен местными словаками, участвовал в выборах в венгерское государственное собрание, однако избран не был. Разгоралась венгерская революция, от сторонников которой, по мнению Добрянского, исходила опасность его жизни (документально его опасения не подтверждаются; возможно, они были преувеличенными). Он скрывался у своего отца на Спише и у зятя Яницкого в Мальцове у Бардейова до момента, когда местность стали контролировать австрийские войска под началом графа Шлика. Тогда Добрянский переселился в Пряшев, где вместе со своим братом Виктором Добрянским (1816—1860) развернул деятельность по сбору подписей под прошением к императору Францу Иосифу об объединении северо-венгерских русинских территорий и земель проживания русинов в Галиции в общую автономную провинцию. Со 2 июня по 12 июня 1848 года в Праге прошёл Общеславянский съезд, организации которого содействовал А. И. Добрянский. Он не присутствовал лично на съезде, но там был представлен упомянутый проект по созданию автономного «Русского воеводства» путём объединения Подкарпатской Руси, Буковины и Галиции, принятый с большим одушевлением.
В январе 1849 года в Пряшеве группа симпатизирующей Габсбургам представителей русской интеллигенции в очередной раз выступила с заявлением о необходимости создания единой русской автономии. Однако вскоре ситуация обострилась, и австрийские войска начали отступать. В феврале 1849 года Добрянский отправился в Галицию. Он остановился в Тыличе у священника Михаила Криницкого. Там 14 февраля 1849 года родился сын Адольфа Ивановича Мирослав. Затем Добрянский перебрался в Перемышль, где познакомился с епископом Григорием Яхимовичем, а также с Полянским, Вытушинским, Ганилевичем и Иосифом Левицким.
Затем Добрянский переехал во Львов. Он поселился в архиерейском здании при соборе Святого Юра. Во Львове он присоединился к развивавшемуся там галицко-русскому национальном движении, познакомился с Куземским, Малиновским, Лотоцким, Величковским, Петрушевичем, Зубрицким и другими, подключился к работе «Главной русской рады», участвовал в её заседаниях и в депутации, организованной Радой для поднесения галицкому наместнику графу Голуховскому прошения о присоединении Угорской Руси к Галицко-Владимирскому королевству. Затем Добрянский ездил в Вену по вопросу «Русского воеводства», встречался с заместителем министра внутренних дел, от которого получил ответ, что воссоединение русинов, проживающих на территории Австрийской империи, противоречит государственным интересам.
19 апреля 1849 года Добрянский получает назначение под начало гражданского уполномоченного Ференца Зичи, направленного Австрией к войскам Российской империи, участвовавшим в подавлении венгерского восстания.
13 июня А. Добрянский вступил в 3-й корпус генерала Ф. В. Ридигера, на стороне российских войск сражался против венгерских революционеров в битвах при Ваце и Дебрецене. 10 августа 1849 года в селе Артанд (ставке венгерских войск после поражения у Дебрецена) он участвовал в переговорах представителей венгерского командования Э. Пёльтенберга и А. Гёргеи с Ф. В. Ридигером о капитуляции. 13 августа А.Добрянский присутствовал при капитуляции венгерских войск под Вилагошем. За участие в венгерских событиях он был награждён российскими наградами — Орденом Святого Владимира 4-й степени, Орденом Святой Анны 3-й степени, медалью «За усмирение Венгрии и Трансильвании», а также двумя драгоценными пистолетами от графа Паскевича.

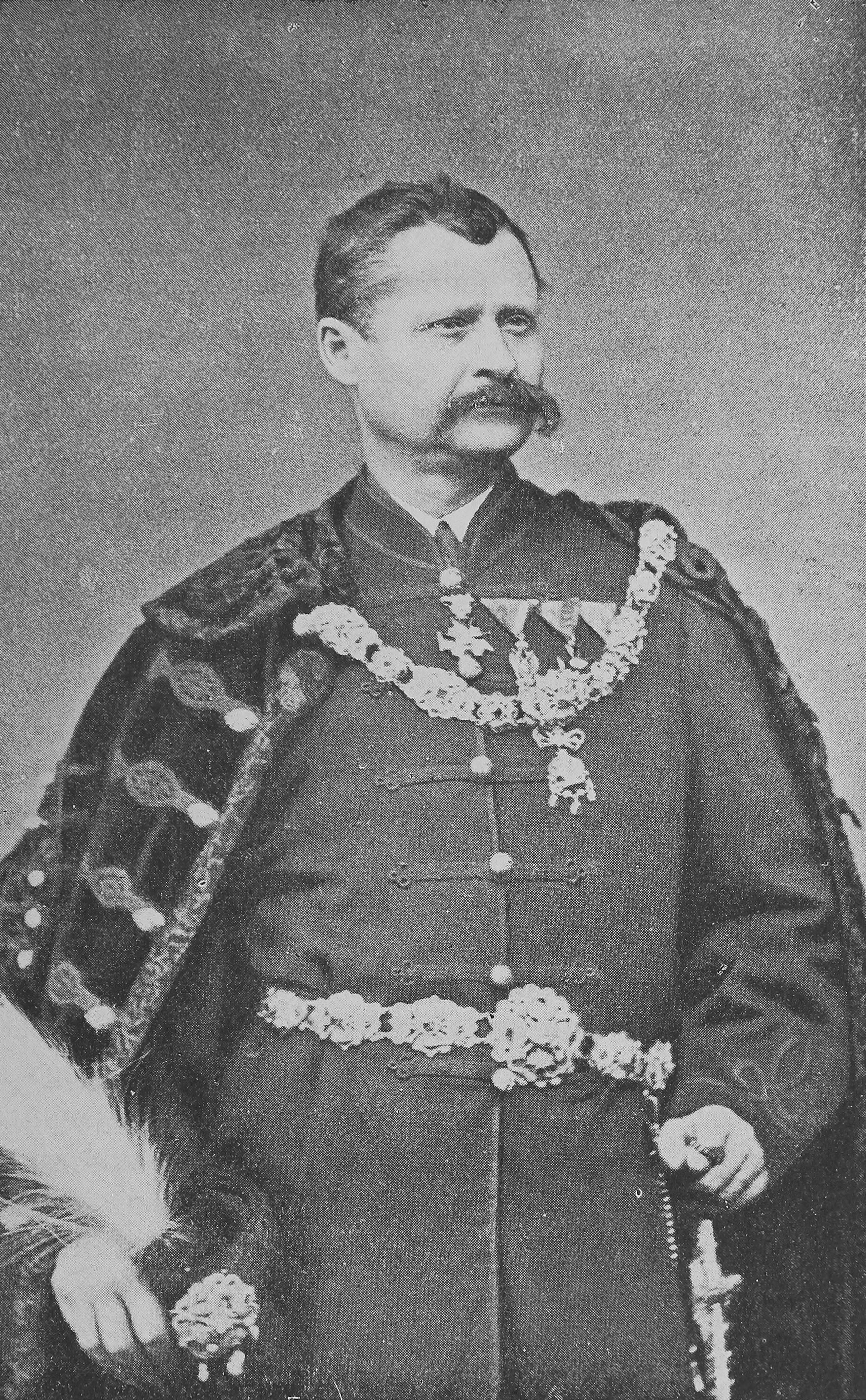
Адольф Добрянский. Будапешт, 1866 год.

После подавления восстания Добрянский некоторое время занимал должность уполномоченного в Сегедском округе, но скоро был вынужден оставить работу из-за серьёзной болезни. После выздоровления — в октябре 1849 года — он вместе с несколькими угрорусскими патриотами: доктором Висаником, Иосифом Шолтистом, Александром Яницким, Виктором Добрянским и доктором Александровичем — поехал в Вену, где делегация, наделённая полномочиями от епископа Иосифа Гаганца и обеих угро-русских консисторий, 17 октября 1849 года передала меморандум с предложением об образовании единого русинского воеводства и других мерах по сохранению и упрочению русинской национальной идентичности уполномоченному по гражданским делам на венгерских территориях барону Карлу Шерингеру. Делегаты также были приняты императором Францем Иосифом.
Шерингер дал делегатам ответ в духе того, что некоторые из просьб удовлетворяет принятая 4 апреля 1849 года в Олмютце новая имперская конституция, а в других предложил своё содействие. Одновременно он назначил А. Добрянского на должность второго докладчика (референта) и начальника канцелярии в Ужгороде.
В начале 1850 года Добрянский был отозван со своего поста приказом командующего Кошицкого военного округа генералом Бордоло в Шариш, где был назначен уполномоченным по местным вопросам.
Одним из действительных успехов А. Добрянского было появление образованной русской молодёжи в органах местного самоуправления, произошедшее при его прямом содействии: в январе 1850 года он направил в мукачевскую консисторию письмо о возможности принять на государственную службу молодых представителей русской интеллигенции. Также заслугой А. Добрянского можно считать тот факт, что в период, когда немецкий язык был официальным языком на венгерских землях (с 1849 по 1860 гг.), в населенных русскими областях сохранялась возможность получения начального образования на родном языке.
В 1851 году А. Добрянский получил пост секретаря первого класса при имперском наместничестве на венгерских территориях, в 1853 году стал членом наместнического совета в Надьвараде, а потом был переведён на эту же должность в Пешт. В 1850-х гг. он был фёишпаном комитатов Унг, Берег, Мармарош и Угоча. За всё это время ему приходилось заниматься самой разнообразными вопросами, начиная от урегулирования земельных конфликтов среди крестьян и заканчивая осушением болот и регуляцией рек. Эта деятельность была по заслугам оценена австрийским правительством: в 1857 году А. Добрянский был награждён Орден Железной короны 3-й степени, а также дворянский титул рыцаря с правом прибавления к фамилии слов «von Sačurov» (дословно — «из Сачурова», или «сачуровский»), по названию купленного им села Сачуров (близ Рудлова).
В 1859 году А.Добрянского избрали членом-корреспондентом Императорского института за заслуги по химико-геологическому исследованию минеральных источников. В 1862 году он получил Орден Святой Анны 2-й степени по случаю празднования 1000-летия России, а в 1863 году ему был присвоен австрийский чин гофрата. В этом же году он принимал участие в организации общества «Словацкой матицы» в Турчанском Св. Мартине, сотрудничал в словацкой газете «Slovenské noviny», а также принял участие в организации вместе с А. В. Духновичем «Общества св. Иоанна Крестителя» в Пряшеве. В 1864 году он основал в Ужгороде Общество святого Василия Великого для распространения духовной и культурно-просветительской литературы. В 1864 году Добрянский был императорским указом назначен советчиком-докладчиком венгерской придворной канцелярии в Вене (до 1867 года канцелярия была высшим правительственным органом в Венгрии).
В 1865 году А. Добрянский был избран депутатом венгерского государственного собрания от маковицкого округа комитата Шариш и участвовал в его работе до 1868 года, проявив себя как политик, экономист и оратор, выдвигая предложения по развитию местного самоуправления, реформе налогообложения, национальному самоопределению. В 1867 году, после образования Австро-Венгрии он отошёл от государственной службы и полностью посвятил себя делам национального возрождения Карпатской Руси, поселившись в своём имении.

### Культурно-просветительская, национальная деятельность
Живя в своём селе и занимаясь сельским хозяйством, А. И. Добрянский практически всё своё время уделял просветительской, литературной и организационной работе. Он состоял председателем «Общества св. Василия Великого», оказывал поддержку закарпатским, галицким и даже словацким печатным изданиям, большое внимание уделяя церковным вопросам. Сотрудничал с еженедельником «Свѣтъ». Разработал программу, согласно которой должна была, по его мнению, развиваться угро-русская церковь. В 1868 году он вместе с двумя депутатами венгерского парламента озвучил программу отдельной автономии угро-русской униатской церкви, но широкой поддержки она не встретила. Вместо этого было принято решение добиваться автономии всей венгерской католической церкви. На соборе 1869 года, куда Адольф Добрянский прибыл в качестве представителя земпленского округа, он выдвинул требование об избрании членов особого собора угро-русской церкви, но венгерское большинство, к которому примкнул Мукачевский епископ Панкович, приняло лишь автономию венгерской католической церкви. В знак протеста Добрянский покинул собор и составил протестную ноту, в которой выразил своё несогласие с позицией участников собора. Его поддержали многие деятели угро-русской, а также румынской церквей, и в итоге решение собора так и осталось не претворённым в жизнь.
К сожалению, в результате этой конфронтации у А. Добрянского появились резкие оппоненты, в том числе среди венгерского духовенства, и даже враги. В 1871 году на Адольфа Добрянского было организовано покушение, жертвой которого стал его сын Мирослав, получивший тяжёлые ранения в результате нападения на коляску в центре Ужгорода. Добрянский уже не мог открыто посещать угрорусские собрания, участвовать в жизни русских изданий (которые без его руководства стали значительно хиреть). Он занялся литературным трудом. За период с 1869 по 1881 год им были напечатаны «Политическая программа для Руси австрийской» (1871 год), «Патриотические письма» (1873 год), «О западных границах Подкарпатской Руси, со времен св. Владимира» (1880 год), «Ответ угро-русского духовенства Пряшевской епархии своему епископу» и «Апелляция к Папе от имени угро-русского духовенства Пряшевской епархии по вопросу о ношении униатскими священниками бороды» (1881 год). В своих трудах он рассматривал как исторические, так и современные политические и духовные вопросы. Любая политическая программа «австрийской Руси», по мнению Добрянского, должна была прежде всего принимать во внимание то, что народ, населяющий эти земли, является «только частью одного и того же народа русского, — мало-, бело- и великорусского, — имеет одну с ним историю, одни предания, одну литературу и один обычай народный». Характеризуя современную ситуацию в регионе, он критиковал одинаково и «украйноманскую партию», начавшую уже в 1870-х годах проявлять себя, за вред, который она наносит русскому делу, искажая правописание и фальсифицируя историю, так и «старо-русскую», которая своим бездействием не приносит никакой пользы русскому делу. В 1875 году Адольф Добрянский провёл несколько месяцев в России. Он посетил крупные города — Варшаву, Вильно, Санкт-Петербург, Киев, Москву, встречался с К. П. Победоносцевым, М. Н. Катковым, И. С. Аксаковым, И. П. Корниловым, С. М. Соловьёвым и другими, был принят Цесаревичем Александром Александровичем. 

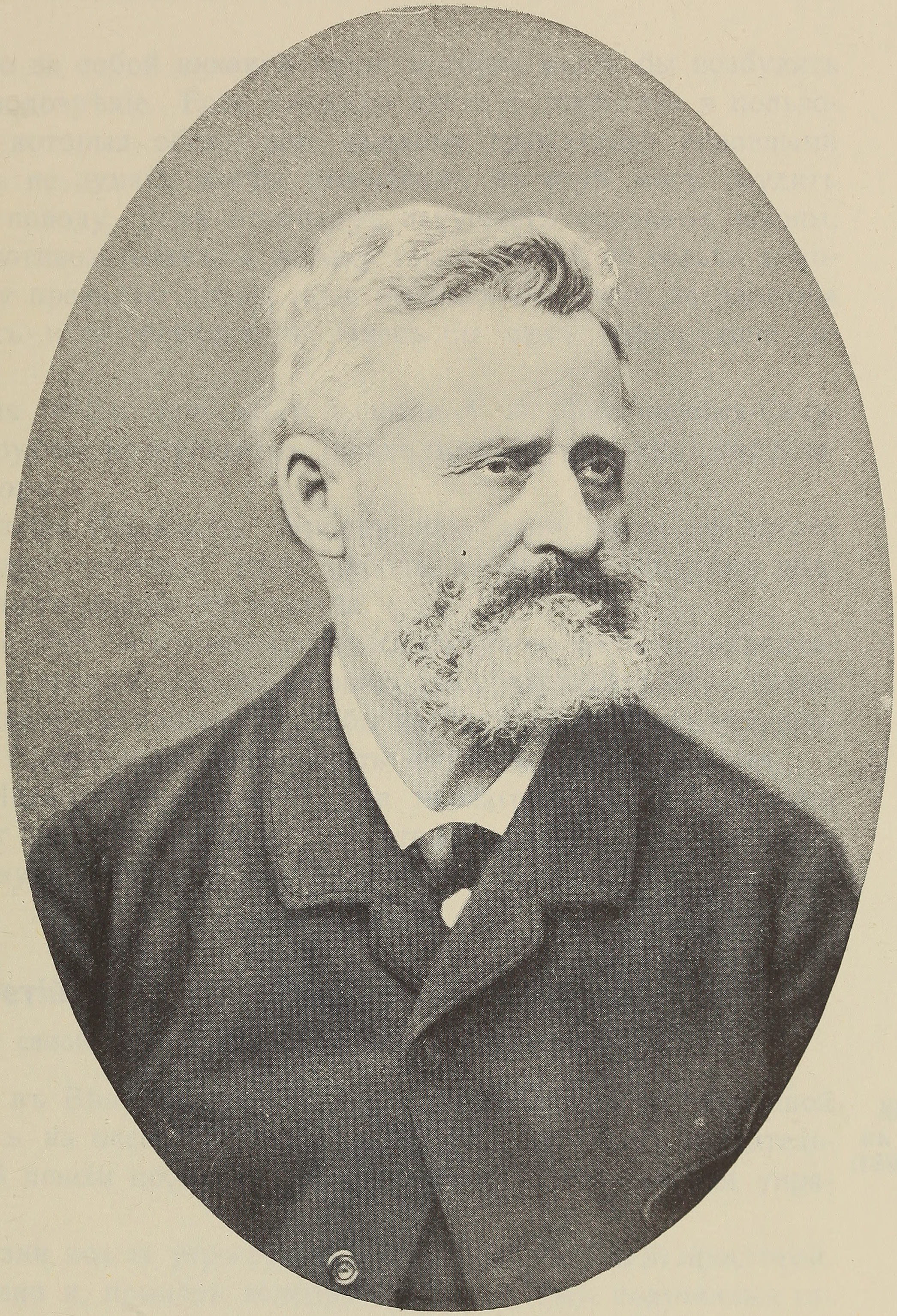
Адольф Добрянский. Вена, 1883 год.

Осенью 1881 года Добрянский по просьбе деятелей галицко-русского движения переехал из своего имения в Чертижном (ныне — у Медзилаборец в восточной Словакии) во Львов. Там он возглавил борьбу галицких русинов за национальное самоопределение, которое было всячески подавляемо поляками, преобладавшими в этом регионе. Он поселился у своего зятя, Ю. М. Геровского, юриста и русского активиста. Добрянским было обнаружено всеобщее уныние, царящее среди угнетённых русинов, а также разобщённость в их деятельности. Он решил изменить ситуацию и с радостью включился в борьбу, что положительно сказалась на настроениях общества. Добрянского избрали председателем общества «Русское касино», служившего клубом для встреч галичан. Он старался наладить связь между всеми галицкими патриотами, благодаря его влиянию в значительной мере было преодолено отчуждение молодёжи от старых деятелей. Кроме того, он пытался свести к минимуму разногласия «русофилов» и «украинофилов», дабы объединить всех русинов для общих целей. Но ситуация в Империи к этому времени уже изменилась, австрийские власти, раньше делавшие ставку на «русофилов», теперь поддерживали украинизацию Галиции. Деятельность Добрянского была воспринята как нежелательная, что вылилось в судебный процесс против Добрянского, его дочери Ольги Грабарь (матери художника и искусствоведа Игоря Грабаря) и ряда других русских деятелей в 1882 году (см. Процесс Ольги Грабарь). После суда, на котором они были оправданы, Добрянскому пришлось переехать в Вену.
Поселившись в Вене, Адольф Добрянский практически всё время уделял литературной деятельности. В период с 1882 по 1887 год были напечатаны сочинения по истории Галицкой Руси, о современном положении дел в Угорской Руси, по церковным вопросам, а также на темы этнографии и лингвистики. В 1883 году он подал апелляцию к Папе в защиту И. Г. Наумовича, обвинённого в схизме в ходе «Процесса Ольги Грабарь». В 1885 году русский публицист П. Ф. Левдик издал в Москве меморандум Добрянского «О современном религиозно-политическом положении австро-угорской Руси», который состоял из ответов на письма галицко-русских деятелей о задачах русской печати в Австрии. Добрянский уделял большое внимание панславизму, развивал идеи общеславянского языка. Он постоянно был окружён вниманием славян, проживающих в Вене или специально приезжавших для встречи с «патриархом» славянского национального возрождения, принимал участие в организации и работе таких славянских изданий, как «Парламентёр», «Велеград», «Славянский свет», а также обществ, таких, как «Община православных чехов». В 1887 году, когда зятя Добрянского, Ю. М. Геровского с женой и детьми перевели в Тироль, он был рад поселиться поближе к родственникам и перебрался в Инсбрук. Там он прожил до конца жизни, являясь предводителем местной славянской молодёжи и написав несколько сочинений на церковные и общеславянские темы, а также по вопросам общественно-политической и церковной жизни современной России, в частности, сочинения «Плоды учения гр. Л. Н. Толстого», «Вера и разум».

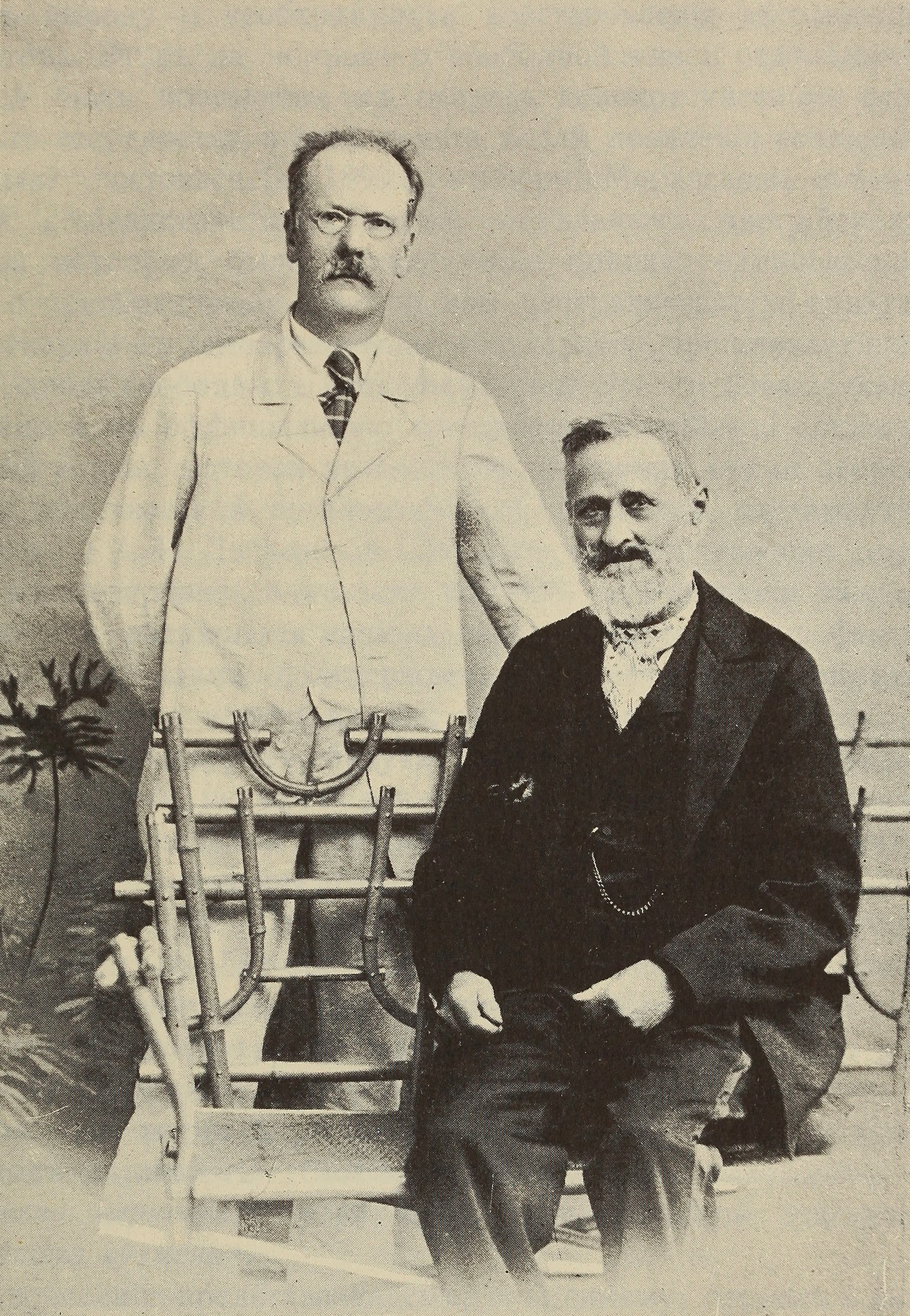
Адольф Добрянский (сидит) и Антон Будилович. Инсбрук, 1898 год.

Скончался Адольф Добрянский-Сачуров 6 (19) марта 1901 года в Инсбруке (Австро-Венгрия), после продолжительной болезни. Похоронен он был в селе Чертижном (ныне — у Медзилаборце в восточной Словакии) 13 (26) марта, при огромном стечении народа, обряд отпевания совершали 12 священников. Отдать последнюю дань памяти Адольфу Ивановичу пришли крестьяне окрестных сёл, его родственники, друзья и представители русских обществ австрийской Руси.
Имя Добрянского получило общество русских студентов из Пряшевщины, которые обучались в вузах Братиславы в 1932—1949 годах.
Адольф Добрянский являлся главой большой семьи, многие его дети и внуки стали известными деятелями русского движения. Так, старшая дочь — Ольга, вышла замуж за политика Эммануила Ивановича Грабаря, родила двух сыновей — художника и искусствоведа Игоря и юриста Владимира. Дочь Елена вышла замуж за лингвиста Антона Семёновича Будиловича, от этого брака у них родился сын Борис, филолог, и дочь Лидия, ставшая женой Павла Ивановича Новгородцева. Дочь А.Добрянского Ксения стала женой карпато-русского политика Юлиана Михайловича Геровского, из их детей прославились как русские активисты филолог Георгий и политик Алексей. Также за карпато-русских деятелей вышли замуж дочери Добрянского Ирина(за П. Ю. Гомичко) и Вера (за И. П. Продана). Кроме того, у А. И. Добрянского были сыновья — Владимир, Мирослав и Борис. Известно, что старостой современного Рудлова является родственник Адольфа Добрянского — Милан Добрянский.

## Труды
- Проект политической программы для Руси австрийской. 1871 г.
- Патриотические письма. 1873 г.
- О западных границах Подкарпатской Руси, со времен св. Владимира. 1880 г.
- Апелляция И. Г. Наумовича. 1883 г.
- О современном религиозно-политическом положении Угорской Руси. 1885 г.
- Наименование австро-угорских русских. 1885.
- В день праздника св. великомученика Димитрия. 1886
- Календарный вопрос в России и на Западе. 1894 г.
- Плоды учения гр. Л. Н. Толстого. 1896 г.
- Суждение православного галичанина о реформе русского церковного управления, проектируемой русскими либералами нашего времени. 1899 г.